# Calakmul (Mayastad en biosfeerreservaat)
Calakmul is een belangrijke Mayastad in het gelijknamige biosfeerreservaat in de staat Campeche op het Mexicaanse schiereiland Yucatán, nabij de grens van Guatemala. De stad was een van de grootste steden van de Maya's ten tijde van de Klassieke Periode.
De Mayastad Calakmul is de minst bezochte van de grote vindplaatsen van het oude Amerika, voor een groot deel vanwege haar geïsoleerde ligging. Het dichtstbijzijnde dorp van enige betekenis is Xpujil, dat meer dan 120 kilometer verderop ligt. De stad werd in 2002 opgenomen als cultuurerfgoed in de Werelderfgoedlijst. In 2014 werd het erfgoed opnieuw genomineerd en uitgebreid met het tropisch regenwoud (biosfeerreservaat). Hierdoor werd het een gemengd erfgoed.

## De stad
De stad Calakmul was al in de Preklassieke Periode, voor het begin van de jaartelling, bewoond, maar werd pas een stad van enige omvang rond 500. Vanaf dat moment groeide Calakmul snel in belang. De inwoners van Calakmul zelf noemden hun stad Kaan. De lotgevallen van de stad werden beheerst door de rivaliteit met het machtige koninkrijk van Tikal. Toen het in 546 de vorst van Naranjo van de troon stootte en verving door een bondgenoot, kwam de stad in conflict met Tikal, beschermheer van Naranjo. Al snel werden Calakmul en Tikal de meest bittere tegenstanders in het centrale Mayagebied en vrijwel alle andere Mayasteden kozen partij voor een van beide steden. In 562 werd Tikal onderworpen door een bondgenoot van Calakmul, de vorst van Caracol. Als gevolg daarvan werd Calakmul onder haar koningen (ajaws) "Hemelgetuige" en Yuknoom "de Grote" de onbetwiste leider in het Mayagebied. De meeste gebouwen in Calakmul stammen uit deze periode, waaronder piramide II, met meer dan 45 meter het op een na hoogste gebouw van de klassieke Maya's. De meeste gebouwen zijn opgetrokken in Peténstijl. In totaal zijn al meer dan 6250 gebouwen gevonden in Calakmul, dat een oppervlakte had van zeker 70 vierkante kilometer. De waterreservoirs waren de grootste uit de Klassieke Periode, waardoor de stad een aanzienlijke bevolking kon onderhouden. Schattingen van het inwoneraantal lopen uiteen van enkele tienduizenden tot bijna een miljoen, maar de meeste mayanisten gaan uit van 150.000 tot 200.000 inwoners, waarmee het in ieder geval een van de grootste steden ter wereld was.

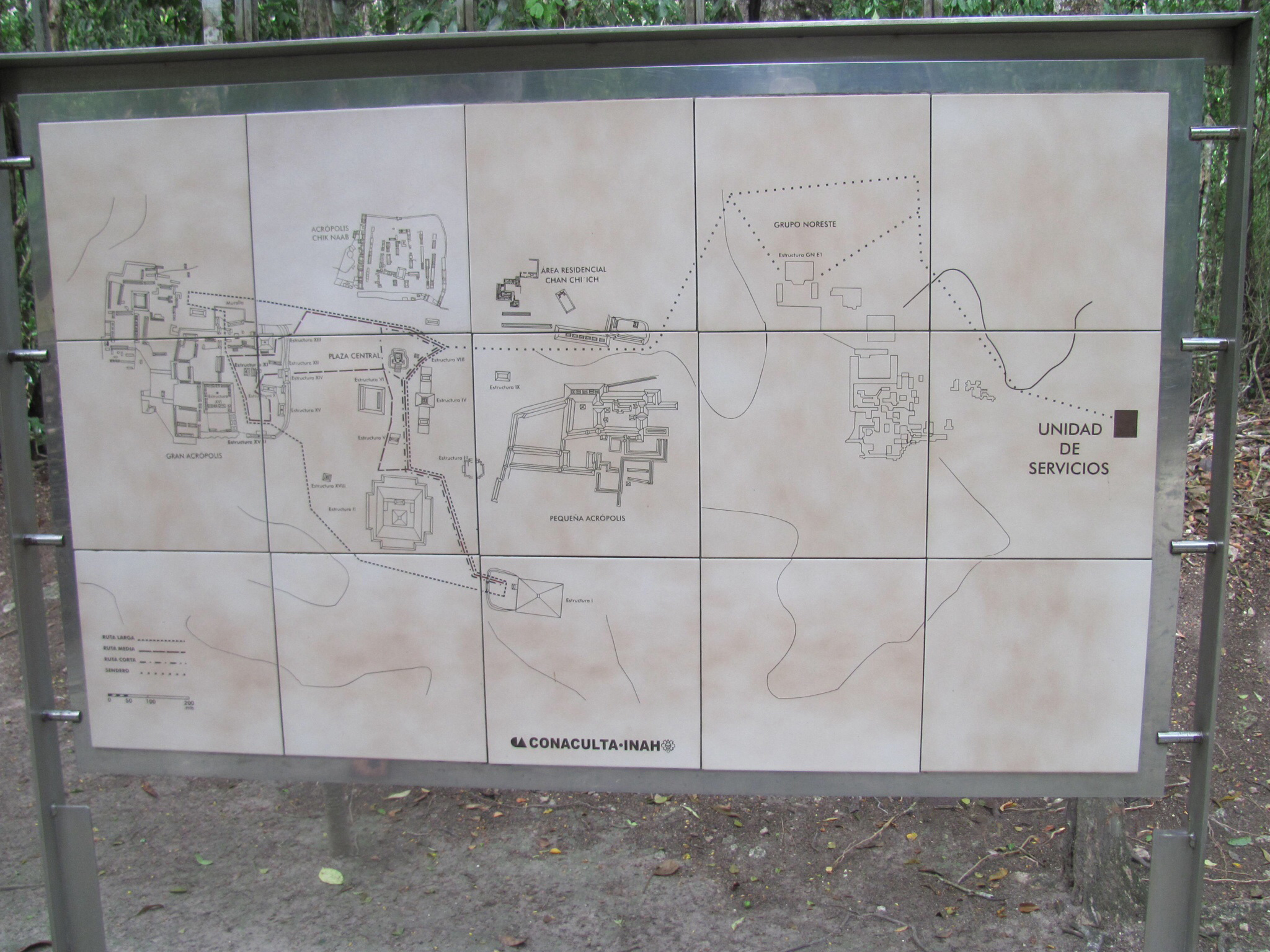
Plattegrond Great Square

In 682 wist Jasaw Chan K'awiil I van Tikal de onafhankelijkheid te herkrijgen. Tikal wist onder andere Palenque en Yaxchilán aan haar zijde te krijgen en de coalitie van Tikal wist in 695 na een uiterst bloedige veldslag Yuknoom Yich'aak K'ak van Calakmul op de knieën te dwingen. Hierna was het grotendeels gedaan met de invloed van Calakmul. Niet veel later raakte ook de rest van de Mayacultuur in verval, grotendeels doordat de strijd tussen Tikal en Calakmul zoveel grondstoffen en aandacht had opgeëist dat de landbouw werd verwaarloosd. In de negende eeuw lijkt Calakmul nog even de onafhankelijkheid herkregen te hebben, doch uiteindelijk werd Calakmul evenals de andere klassieke steden van het centrale Mayagebied verlaten. De laatste Calakmulse inscriptie, betreffende de vorst Aj Took', stamt uit 909, op Toniná na de laatste klassieke Maya-inscriptie.

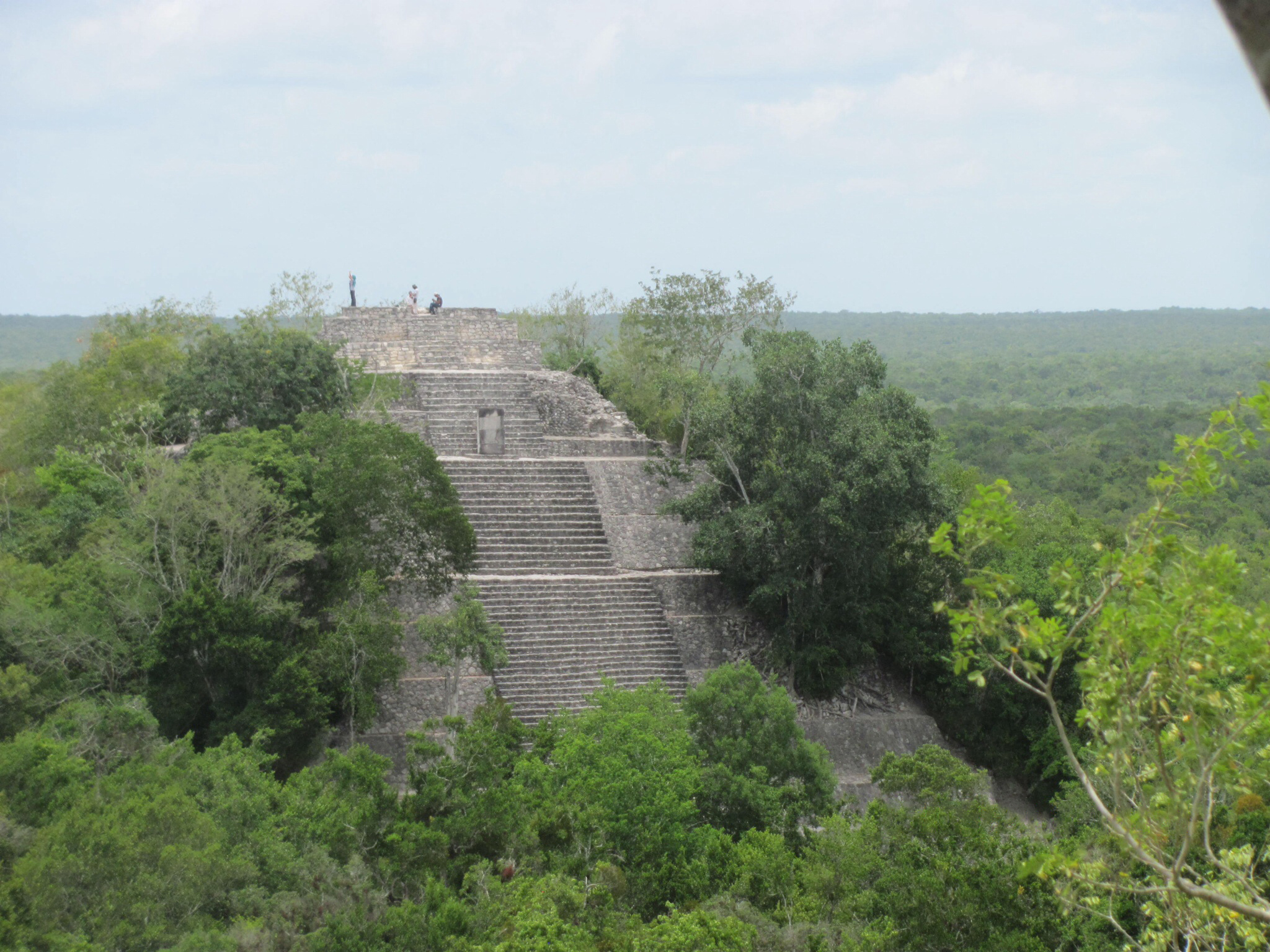
Structure I, gezien vanaf Structure II

De stad werd pas in 1931 herontdekt, toen de bioloog Cyrus L. Lundell vanuit een vliegtuig twee piramiden zag, waarna de mayanist Sylvanus Morley besloot de stad Calakmul te noemen, Yucateeks Maya voor "twee aangrenzende piramide". Pas in de jaren 70 werd de stad voor het eerst onderzocht, en werd duidelijk dat de vondst van Calakmul een spectaculaire ontdekking was. Archeologisch onderzoek en ontcijfering van inscripties in Calakmul hebben een schat aan informatie over de Maya's opgeleverd, en het grootste deel van de stad is nog steeds niet blootgelegd. De tombe van Yuknoom de Grote werd ontdekt in 1997 in Piramide II.

## Biosfeerreservaat

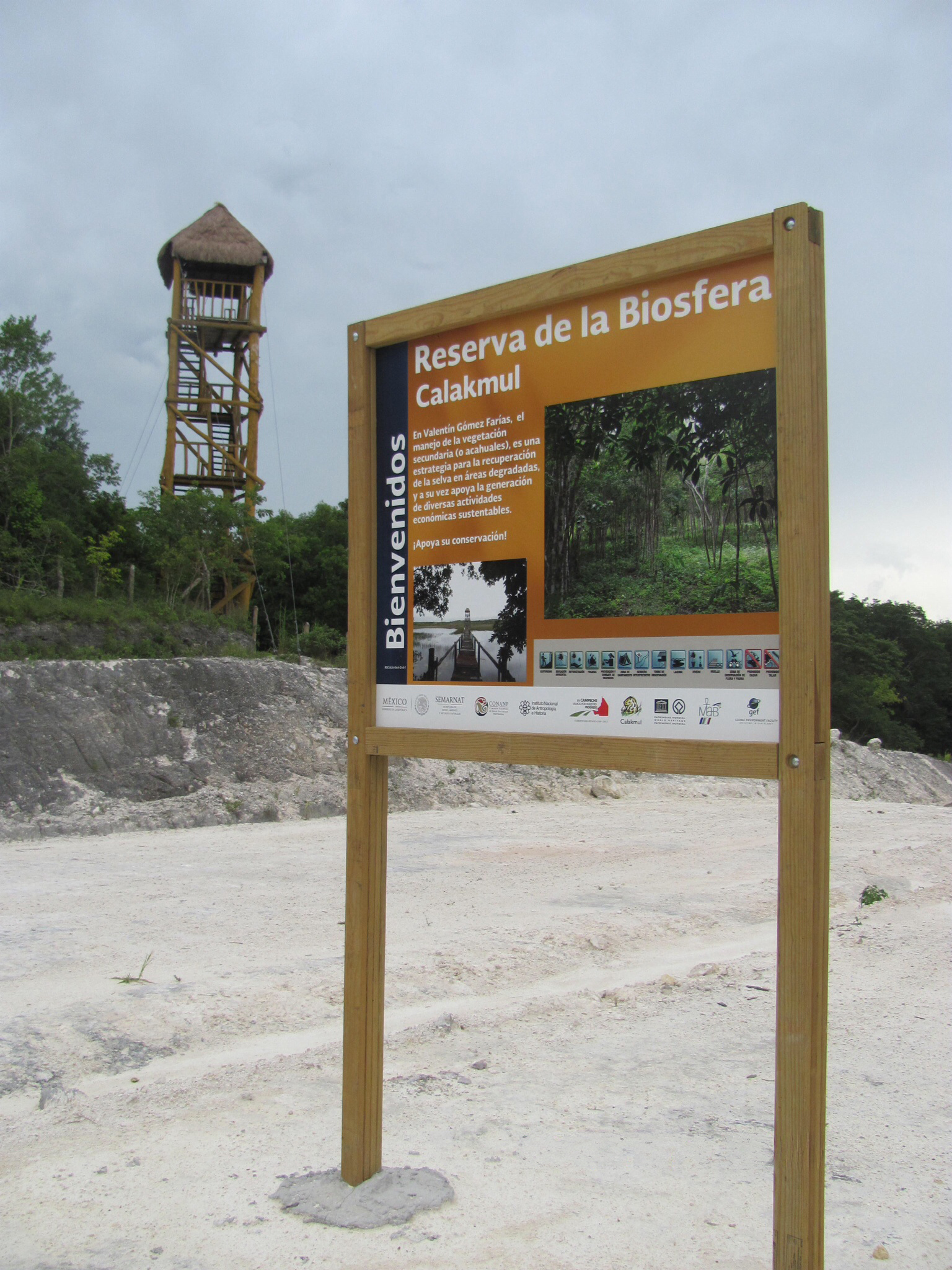
Valentin Natural

In het regenwoud van Calakmul zijn meerdere Maya-vindplaatsen. Een aantal ervan is onderzocht, maar er zijn ook nog veel onontdekte tempels en steden in dit gebied. In 2013 is door Sloveense archeologen onder leiding van Ivan Sprajc de stad Chactún ontdekt. In 2014 is, eveneens door dezelfde groep onderzoekers, ongeveer 15 kilometer ten noorden van Xpujil, twee tempelcomplexen herontdekt, genaamd Lagunita en Tamchén. Nabij Xpujil zijn enkele vindplaatsen relatief eenvoudig te bereiken voor het publiek, zoals Becán, Chicanná, Río Bec en Hormiguero. Hier is ook het ecotoeristische project Valentin Natural te vinden.